# Moisi Arianit Golemi

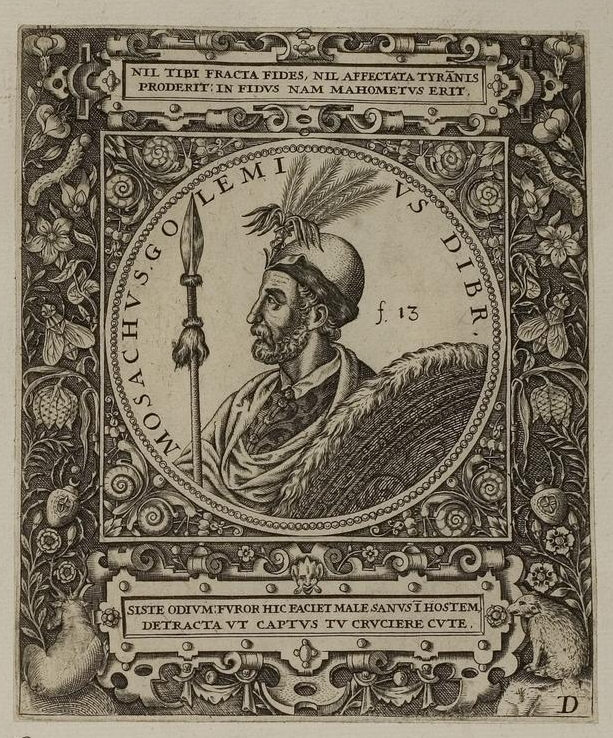
Posthumes Porträt (um 1590)

Moisi Arianit Golemi (auch: Moisi Arianit Golem Komneni oder auch Moisiu i Dibrës; † 1464 in Konstantinopel) war ein albanischer Militärführer und Adliger des 15. Jahrhunderts. Als Spross der einflussreichen Familie Arianiti, die über weite Gebiete in Albanien und den angrenzenden Regionen herrschte, nahm er eine herausragende Stellung in der albanischen Geschichte ein. Golemi zeichnete sich als geschickter Kavalleriekommandant aus und spielte eine entscheidende Rolle in der Liga von Lezha, wo er unter anderem an der siegreichen Schlacht von Torvioll im Jahr 1444 teilnahm. Sein Leben war geprägt von militärischen Erfolgen, einem kontroversen Seitenwechsel zu den Osmanen und seiner späteren Rückkehr zu Skanderbeg, was ihn auch in der albanischen Folklore hervorhebt.

## Herkunft und Familie
Moisi Arianit Golemi entstammte der einflussreichen albanischen Adelsfamilie Arianiti, die vom 11. bis zum 16. Jahrhundert weite Gebiete in Albanien und den angrenzenden Regionen beherrschte. Er war der Sohn von Muzaka Arianiti und somit ein Enkel von Komnen Arianiti. Sein Großvater Komnen Arianiti hatte die Tochter von Nikolle Zaharia Sakati, dem Herrscher von Budva, geheiratet. Moisi Arianit Golemi war ein Neffe des einflussreichen albanischen Fürsten Gjergj Arianiti.
Die Familie Arianiti führte neben ihrem Hauptnamen auch die Beinamen Komneni, Komnenovich, Topia, Shpata und Çermenika, was auf verwandtschaftliche Verbindungen zu anderen bedeutenden Adelsfamilien, einschließlich des byzantinischen Kaiserhauses der Komnenen, hindeutet. Der Beiname „Golemi“ taucht erstmals 1452 in einem Dokument der Kanzlei Alfons V. von Aragon auf, wo Gjergj Arianiti als „Aranit Colem de Albania“ erwähnt wird. Das Wort selbst könnte vom slawischen „golem“ (groß) oder als Verzerrung des Namens „Gulielm“ (albanische Variante von Wilhelm) stammen.
Moisi Arianit Golemi heiratete Zanfina Muzaka, die erste Ehefrau von Muzaka Topia. Muzaka Topia wiederum heiratete nach seiner Ehe mit Zanfina Muzaka die Schwester Skanderbegs und älteste Tochter von Gjon Kastrioti, Maria Kastrioti.
Die Stammburg der Familie Arianiti befand sich in der Region Çermenikë, östlich von Elbasan. Ihr Herrschaftsgebiet erstreckte sich entlang des Shkumbin-Tals und der alten Via Egnatia und reichte im Osten bis zum heutigen Bitola. Die Familie Arianiti führte ein eigenes Wappen und andere heraldische Zeichen, wobei der doppelköpfige Adler auf ihren heraldischen Symbolen zu finden war.

## Militärische Laufbahn
Moisi Arianit Golemi war ein einflussreicher albanischer Militärführer des 15. Jahrhunderts. Er wurde zum Kommandanten der Liga von Lezha ernannt. In den Jahren 1443/44 gelang es Golemi, alle osmanischen Stützpunkte in der Region Dibra zu erobern. Als enger Verbündeter Skanderbegs zeichnete er sich 1444 in der Schlacht von Torvioll aus, wo er eine entscheidende Rolle beim Sieg über die osmanische Armee spielte.
Golemi bewährte sich als geschickter Kavalleriekommandant, der oft durch sein mutiges Eingreifen den Schlachtverlauf zugunsten der Albaner wendete. Er war maßgeblich an der Eroberung der strategisch wichtigen Festung Svetigrad im heutigen Nordmazedonien beteiligt.

## Verrat und Rückkehr
Golemi vollzog in den 1450er Jahren einen Seitenwechsel. Nach der fehlgeschlagenen Belagerung von Berat im Jahr 1455 wandte sich Golemi von Skanderbeg ab und lief zu den Osmanen über. Die genauen Gründe für diesen Verrat sind umstritten; einige Quellen deuten auf Neid gegenüber Skanderbegs wachsendem Ruhm hin, während andere eine mögliche Usurpation von Golemis Ländereien in Dibra durch Skanderbeg als Auslöser sehen.
Golemi erhielt von den Osmanen den Befehl über eine 15.000 Mann starke Armee und kehrte damit 1456 nach Albanien zurück. In der folgenden Schlacht von Oranik wurde Golemi jedoch von Skanderbegs Truppen besiegt. Nach dieser Niederlage zog sich Golemi zunächst nach Makedonien und dann nach Konstantinopel zurück, wo er von den osmanischen Behörden weitgehend ignoriert wurde. Bald darauf entschied sich Golemi für eine Rückkehr zu Skanderbeg.
Überraschenderweise gewährte Skanderbeg seinem ehemaligen Verbündeten Vergebung und setzte ihn wieder in seine frühere Position als Kommandeur der albanischen Grenztruppen ein. Laut dem Chronisten Gjin III. Muzaka war es sogar Skanderbeg selbst, der Golemi zurückrief, während Golemi, der sich beim Sultan nicht mehr sicher fühlte, zurückkehrte, um weiteres Blutvergießen unter Christentum zu vermeiden.
Die Geschichte von Golemis Verrat und Rückkehr wurde in der albanischen Folklore zum Thema des Liedes von Moisi Golemi (Kënga e Moisi Golemit), das besonders unter den Arbëresh, den albanischstämmigen Gemeinschaften in Süditalien, Verbreitung fand.

## Späteres Leben und Tod
In den Jahren nach seiner Rückkehr blieb Golemi ein loyaler Unterstützer Skanderbegs und beteiligte sich aktiv an den Kämpfen gegen die osmanischen Invasoren. Seine militärischen Fähigkeiten und Erfahrungen machten ihn zu einem wertvollen Befehlshaber in der Liga von Lezhë. Im April 1465 kam es zur entscheidenden Schlacht von Vajkal gegen die osmanischen Truppen unter der Führung von Ballaban Badera, dem albanischstämmigen Sandschakbey von Ohrid. Während dieser Schlacht geriet Golemi in osmanische Gefangenschaft. Zusammen mit anderen gefangenen albanischen Fürsten und Hauptleuten wurde er umgehend nach Konstantinopel gebracht.
Sultan Mehmed II. der keine Gnade für Golemis früheren politischen Verrat zeigte, befahl eine besonders brutale Hinrichtung. Moisi Arianit Golemi wurde öffentlich bei lebendigem Leibe gehäutet, eine Strafe, die auch die anderen zwölf gefangenen albanischen Generäle und weitere Mitgefangene erlitten.